# الحذفرة (رخية)
'

تعديل مصدري - تعديل

الحذفرة هي إحدى قرى عزلة رخية بمديرية رخية التابعة لمحافظة حضرموت، بلغ تعداد سكانها 71 نسمة حسب تعداد اليمن لعام 2004.